# PEST-analys
PEST-analys (PEST är en akronym byggd på de engelska orden "Political", "Economic", "Social" och "Technological") är en strategisk analysmodell för att identifiera makrofaktorer som påverkar ett företag. De fyra makrovariablerna är politiska, ekonomiska, sociala och teknologiska. Analysen är användbar för att studera de externa faktorerna i en SWOT-analys.

## Överblick
- Politiska faktorer inkluderar bland annat skatteregler, handelslagar och den politiska stabiliteten.
- Ekonomiska faktorer inkluderar exempelvis inflationstakt, tillväxttakt och konjunkturcyklar.
- Sociala faktorer inkluderar sociala och kulturella faktorer såsom säkerhet, utbildning och modetrender.
- Teknologiska faktorer inkluderar till exempel internet och den teknologiska utvecklingen.

Medan SWOT används för att analysera både interna och externa faktorer så används endast PEST för att analysera de externa makrofaktorerna. Makrofaktorerna är i sin tur i regel väldigt svåra att påverka och i vissa fall även svåra att förutsäga och planera för. Makrofaktorerna är också beroende per land (eller kontinent/region) och det är därför standard att en PEST-analys utförs per land.
Det finns även en förlängning av PEST där två nya variabler lagts till. PESTLE är förlängd med de två variablerna juridik ("legal") och miljö ("environmental"). Det förekommer att man vänder på de två sistnämnda orden och då får modellen den alternativa akronymen PESTEL.

## Historik
Det exakta ursprunget till PEST-modellen är inte klarlagt men några rötter till den har identifierats. En tidig bok som innehöll en föregångare till PEST-modellen  var Jeremy McCarthys ”Basic marketing: A managerial approach” från 1960. McCarthys modell syftade till att beskriva de faktorer som en marknadsförare måste förhålla sig till. Kunderna är enligt McCarthy den viktigaste delen i företagets omvärld. Kunderna är, menade McCarthy, emellertid inte den enda relevanta delen av omvärlden. Marknadsföring existerar inte i ett vakuum, och därför måste man ta hänsyn till ett antal faktorer, nämligen följande: kulturella, sociala, politiska, legala samt ekonomiska. Intressant nog blandade McCarthy in även företagsinterna komponenter i modellen i form av resurser och mål i företaget samt företagets nuvarande situation.